# Octomeria graminifolia
Octomeria graminifolia là một loài thực vật có hoa trong họ Lan. Loài này được (L.) R.Br. mô tả khoa học đầu tiên năm 1813.